# Alluminio scuro
L'alluminio scuro (detto anche alluminio pirotecnico) è una miscela che contiene una percentuale di carbonio che varia dal 12% al 22% (sotto forma di grafite oppure carbone).
La parte restante è formata da alluminio finemente polverizzato, con un diametro medio delle particelle che varia dai 2 agli 8 micrometri (a seconda del tipo).
Le leghe di alluminio maggiormente utilizzate per la macinazione (previa miscelazione con il carbone) sono:
- 3413;
- 4413;
- 5413H;
- 6413.

Rispetto alla normale polvere di alluminio, per la presenza di carbonio come lubrificante, presenta una maggiore facilità di accensione, piroforicità nulla, maggiore scorrevolezza, ma anche una minore temperatura di combustione.
È un prodotto facilmente infiammabile ed è esplosivo se è a contatto con sostanze comburenti.